# Pete Fromm
Pete Fromm, (Shorewood, 29 de septiembre de 1958) es un escritor estadounidense.

## Biografía

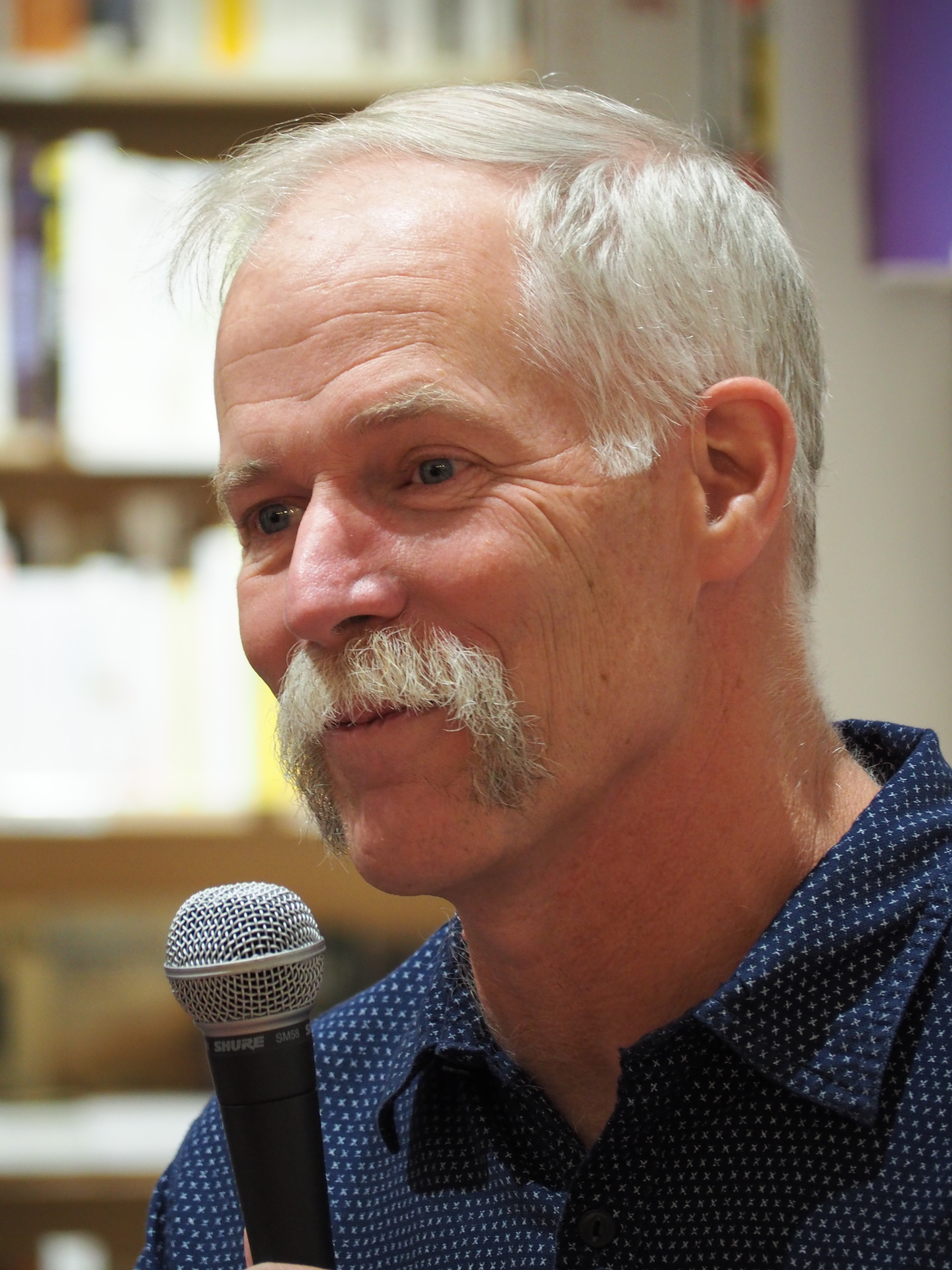
Pete Fromm en 2019

Pete Fromm nació en Shorewood, Wisconsin, y en 1981 obtuvo un diploma de biología animal de la Universidad de Montana.
El reconocimiento mediático y público llega en 1993 con la publicación de Indian Creek, libro en el que relata el invierno que pasó en la soledad en el corazón de las Montañas Rocosas.

## Obras

### Novelas
- A Job You Mostly Won't Know How To Do, 2019 (La Vie En Chantier, 2019)
- If Not For This, 2014 (Mon Désir Le Plus Ardent, 2018)
- As Cool As I Am, 2003 (Lucy In The Sky, 2015)
- How All This Started, 2000 (Comment Tout A Commencé, 2013)
- Monkey Tag (young adult novel) (1994)

### Memorias
- Indian Creek Chronicles: A Winter in the Wilderness, 1993 (Indian Creek, 2006)
- The Names of the Stars: A Life in the Wilds, 2017 (Le Nom Des Etoiles, 2016)

### Colecciones de cuentos
- The Tall Uncut (1992)
- King of the Mountain: Sporting Stories (1994)
- Dry Rain, 1997  (Chinook, 2011)
- Blood Knot, 1998 (Avant La Nuit, 2010)
- Night Swimming (1999)